# آلودن
آلودن (به انگلیسی: Elveden) یک روستا و محله مدنی در بریتانیا است که در Forest Heath واقع شده‌است. آلودن ۲۷۰ نفر جمعیت دارد.